# In Tongues
In Tongues — дебютный мини-альбом Joji. Выпущен 3 ноября 2017 года под лейблом Empire Distribution. Позже был переиздан в качестве делюкс-версии 14 февраля 2018.

## Предпосылки
В конце 2015 года песни «Thom» и «you suck charlie» просочились в Интернет и побудили Миллера в январе 2016 года публично объявить о своем недовольстве в одной из его публикаций в Instagram. Миллер упомянул, что цель «неизвестной учетной записи», которая содержала эти песни, заключалась в том, чтобы ими наслаждались его друзья. Он был предназначен, чтобы сохранить музыку в тайне от поклонников, поскольку они в основном сосредоточены на его комедийной музыке. Однако, когда рассматриваемая учетная запись была обнаружена, и ее музыка была перегружена на такие платформы, как YouTube, он чувствовал, что не контролирует свой «собственный образ» и решил продолжить свою музыкальную карьеру под своим оригинальным сценическим именем. Кроме того, он дал ссылку на свою учетную запись Joji в Soundcloud а также объявил, что он выпустит полномасштабный коммерческий проект под названием Chloe Burbank: Volume 1 с «Thom» и «you suck charlie», выступающим в качестве синглов. После этого он начал загружать больше песен в свой SoundCloud.
После выпуска своего микстейпа Pink Season под псевдонимом Pink Guy, дебютировавший в глобальной таблице iTunes и хит-параде Billboard 200 на 70 строчке, он так же рассказал в интервью для Pigeons and Planes о причине, по которой он продолжал использовать разные псевдонимы: «Я занимался музыкой до Filthy Frank, я всегда хотел делать нормальную музыку. Я использовал свой канал YouTube, чтобы продвинуть мою музыку. Но затем материала по Filthy Frank и Pink Guy оказалось намного больше, чем я думал, поэтому мне пришлось поработать над этим».
В декабре 2016 и в январе 2017 года песни под псевдонимом Joji начали загружаться на канал 88rising, указывая на партнерство между Миллером и 88rising в будущих проектах. В середине 2017 Joji выпустил «I Don't Wannna Waste My Time» и «rain on me» в SoundCloud и на канале 88rising. В интервью Миллер отметил, что он «работал над несколькими крупными проектами», и намекнул на полномасштабный проект под псевдонимом Joji.

## Продвижение
Joji изначально объявил о выпуске своего мини-альбома на Complex’s Hot Ones. После выхода сингла для In Tongues, «Will He» 17 октября 2017, Joji опубликовал обложку «In Tongues» в своей учетной записи Twitter, на следующий день опубликовал предварительную ссылку альбома.

## Синглы
Миллер выпустил первый сингл «Worldstar Money» в своем SoundCloud в апреле 2016 года. Второй и ведущий сингл под названием «Will He» был выпущен 17 октября 2017 года в сопровождении музыкального видео. Песня быстро попала на вершину глобальной таблицы Spotify «Viral» и оставалась там до выхода «In Tongues» 3 ноября 2017 года.
Музыкальный клип для «Demons» был выпущен на канале 88rising 6 декабря 2017 года в качестве третьего сингла.
Четвертый сингл «Window» был готов для выхода в ноябре 2017 года. Однако музыкальное видео было выпущено 24 января 2018 года.
Несмотря на то, что в списке треков для мини-альбома не фигурируют песни «Plastic Taste», вышедшая в 2016 году, и «I Don't Wanna Waste My Time», вышедшая в 2017 году, они вошли в делюкс-версию сделав их пятым и шестым синглом альбома по умолчанию.

## Релиз и приём
| Оценки критиков | Оценки критиков |
| Источник        | Оценка          |
| --------------- | --------------- |
| Pitchfork       | 5.2/10          |
| themusicalhype  | [ 25 ]          |

In Tongues был выпущен 3 ноября 2017 на iTunes, Apple Music, Spotify и Google Music. 14 февраля 2018 Была выпущена делюкс-версия с добавлением треков «Plastic Taste» и «I Don't Wanna Waste My Time» вместе с 8 ремиксами треков из альбома.
В своей рецензии Pitchfork отметил: «Дебют бывшей звезды YouTube, мини-альбом устанавливает достойный R&B настрой, но продолжает барахтаться в тонких, слабых эмоциях»

## Список композиций
Слова и музыка всех песен — Джорджа Миллера.
| №                   | Название                      | Длительность |
| ------------------- | ----------------------------- | ------------ |
| 1.                  | «Will He»                     | 3:22         |
| 2.                  | «Pills»                       | 3:07         |
| 3.                  | «Demons»                      | 2:56         |
| 4.                  | «Window»                      | 2:32         |
| 5.                  | «Bitter Fuck»                 | 2:34         |
| 6.                  | «Worldstar Money» (Interlude) | 2:06         |
| Общая длительность: | Общая длительность:           | 16:37        |

| №                   | Название                                   | Длительность |
| ------------------- | ------------------------------------------ | ------------ |
| 7.                  | «Plastic Taste»                            | 2:00         |
| 8.                  | «I Don't Wanna Waste My Time»              | 2:44         |
| 9.                  | «Will He» (Medasin Remix)                  | 3:42         |
| 10.                 | «Will He» (Ryan Hemsworth Remix)           | 2:48         |
| 11.                 | «Demons» (Lapalux Remix)                   | 2:12         |
| 12.                 | «Demons» (Lunice Remix)                    | 4:20         |
| 13.                 | «Window» (Actress Remix)                   | 9:15         |
| 14.                 | «Pills» (HWLS Remix)                       | 3:21         |
| 15.                 | «Bitter Fuck» (Salute Remix)               | 3:36         |
| 16.                 | «I Don't Wanna Waste My Time» (Swum Remix) | 3:36         |
| Общая длительность: | Общая длительность:                        | 54:11        |

## Чарты
| Чарт (2017)                            | Высшая позиция |
| -------------------------------------- | -------------- |
| Канада (Billboard)                     | 62             |
| Новая Зеландия (RMNZ)                  | 38             |
| Шотландия (Scottish Albums Chart)      | 77             |
| США Billboard 200                      | 58             |
| США Top R&B/Hip-Hop Albums (Billboard) | 28             |